# Hintertrett
De Hintertrett, beter bekend onder de naam SunJet, is een stoeltjeslift gebouwd door Doppelmayr voor de Mayrhofner Bergbahnen in 1997. De kabelbaan is een vier persoons, koppelbare, stoeltjeslift zonder windkap en stoelverwarming. Het was de tweede koppelbare 4er stoeltjeslift van de Mayrhofner Bergbahnen, na de Lärchwald Express.

## Prestaties
Men heeft de beschikking over 41 stoeltjes waarin elk 4 mensen kunnen plaatsnemen. De kabelbaan gaat 4.5 meter per seconde. Dit betekent dat de totale capaciteit rond de 2400 personen per uur ligt. De kabelbaan is niet uitgerust met stoelverwarming of een windkap. Een ritje naar boven duurt net geen 2 minuten en dan is er 482 meter afgelegd.

## Vans Penken Park
Op de pistes van de SunJet ligt ook het Vans Penken Park. Dit is een groot snowboard-fun park met een aantal verschillende lines. Het snowboardpark komt ieder jaar terug sinds de opening in het jaar 2003. In 2007 kreeg het park een metamorfose doordat er een nieuwe sponsor kwam, namelijk Vans. Sindsdien draagt het de naam Vans Penken Park. 